# Kopisty
Kopisty (1038 m) – szczyt w Paśmie Policy, które w regionalizacji fizycznogeograficznej Polski według Jerzego Kondrackiego zaliczane jest do Beskidu Żywieckiego, w nowszej regionalizacji z 2018 roku do Beskidu Żywiecko-Orawskiego. Kopisty znajduje się w bocznym, południowo-zachodnim ramieniu szczytu Głowniak (1092 m). Ramię to oddziela dolinę potoku Jaworzynka od dolinki jej dopływu.
Kopisty znajduje się w granicach wsi Zawoja w województwie małopolskim, w powiecie suskim, w gminie Zawoja. Jest porośnięty lasem. W całości znajduje się w obrębie Babiogórskiego Parku Narodowego.